# Bộ Quỷ (鬼)
Bộ Quỷ, bộ thứ 194 có nghĩa là "vong hồn" là 1 trong 8 bộ có 10 nét trong số 214 bộ thủ Khang Hy.
Chữ Quỷ bao gồm bộ Nhân đi 儿 có nghĩa là đôi chân, bộ Điền 田 thể hiện cái đầu to của con quỷ và bộ Tư 厶 miêu tả hình dáng quái dị hoặc cái đuôi của con quỷ.

## Tự hình Bộ Quỷ (鬼)

Giáp cốt văn
Kim văn
Đại triện
Tiểu triện

## Chữ thuộc Bộ Quỷ (鬼)
| Số nét bổ sung | Chữ                                                 |
| -------------- | --------------------------------------------------- |
| 0              | 鬼/quỷ/                                             |
| 3              | 鬽/mị/                                              |
| 4              | 鬾/kỵ/ 鬿/kỳ/ 魀/giới/ 魁/khôi/ 魂/hồn/             |
| 5              | 魃/bạt/ 魄/bạc/ 魅/mị/ 魆/huất/                     |
| 6              | 魇/yểm/                                             |
| 7              | 魈/tiêu/ 魉/lưỡng/                                  |
| 8              | 魊/vực/ 魋/đồi/ 魌/khi/ 魍/võng/ 魎/lưỡng/ 魏/nguy/ |
| 10             | 魐/dam/                                             |
| 11             | 魑/ly/ 魒 魓 魔/ma/                                 |
| 12             | 魕/kỳ/ 魖                                           |
| 14             | 魗/xú/ 魘/yểm/ 魙/tiệm/                             |